# 1296
1296（千二百九十六、せんにひゃくきゅうじゅうろく）は、自然数また整数において、1295の次で1297の前の数である。

## 性質
- 1296は合成数であり、約数は 1, 2, 3, 4, 6, 8, 9, 12, 16, 18, 24, 27, 36, 48, 54, 72, 81, 108, 144, 162, 216, 324, 432, 648, 1296 である。
  - 約数の和は3751。
    - 約数の和が奇数になる61番目の数である。1つ前は1250、次は1352。
- 1296 = 362
  - 36番目の平方数である。1つ前は1225、次は1369。
    - 平方数がハーシャッド数になる14番目の数である。1つ前は900、次は1521。
- 1296 = 13 + 23 + 33 + 43 + 53 + 63 + 73 + 83
  - 1 から 8 までの立方数の総和である。1つ前は784、次は2025。(オンライン整数列大辞典の数列 A000537)
- 1296 = 64
  - 6番目の4乗数（二重平方数）である。1つ前は625、次は2401。
  - 3番目の三角数 6 の4乗とみた時、1つ前は81、次は10000。
  - n = 4 の時の 6n の値とみた時、1つ前は216、次は7776。
  - 六進法で 10000 となる。
    - 十二進法では 900、十八進法では 400。従って、六進法、十二進法、十八進法の3つで、下2桁が 00 になる最小の数である。
- 1296 = 24 × 34
  - 2つの異なる素因数の積で p 4 × q 4 の形で表せる最小の数である。次は10000。
  - 2i × 3j (i ≧ 1, j ≧ 1) で表せる26番目の数である。1つ前は1152、次は1458。(オンライン整数列大辞典の数列 A033845)
    - この数で表せるN進法での逆数は有限小数になる。
    - :例．1/10000(6) = 0.0001(6) 、1/900(12) = 0.0014(12) 、1/400(18) = 0.0049(18)

  - 1296 = (3!)4
    - n = 3 のときの (n!)4 の値とみたとき1つ前は16、次は331776。(オンライン整数列大辞典の数列 A134375)
    - n = 3 のときの (n!)n+1 の値とみたとき1つ前は8、次は7962624。(オンライン整数列大辞典の数列 A091868)
- 45番目のズッカーマン数である。1つ前は1212、次は1311。
- 286番目のハーシャッド数である。1つ前は1278、次は1300。
  - 18を基とする29番目のハーシャッド数である。1つ前は1278、次は1368。
- 1296 = 16 × 92 であり、21番目のフリードマン数。1つ前は1285、次は1395。
  - 平方数がフリードマン数になる5番目の数である。1つ前は1024、次は2500。
- 約数の和が1296になる数は11個ある。(510, 642, 710, 742, 782, 795, 862, 935, 1177, 1207, 1219) 約数の和11個で表せる2番目の数である。1つ前は576、次は2976。
- 各位の和が18になる64番目の数である。1つ前は1287、次は1359。

## その他 1296 に関連すること
- 西暦1296年